# Hermanaryk
Hermanaryk (Ermenryk, Ermanaryk, Ermanryk, goc. 𐌰𐌹𐍂𐌼𐌰𐌽𐌰𐍂𐌴𐌹𐌺𐍃) (zm. ok. 375) – król Ostrogotów nad Morzem Czarnym. Był porównywany przez Jordanesa do Aleksandra Wielkiego. 

## Życiorys

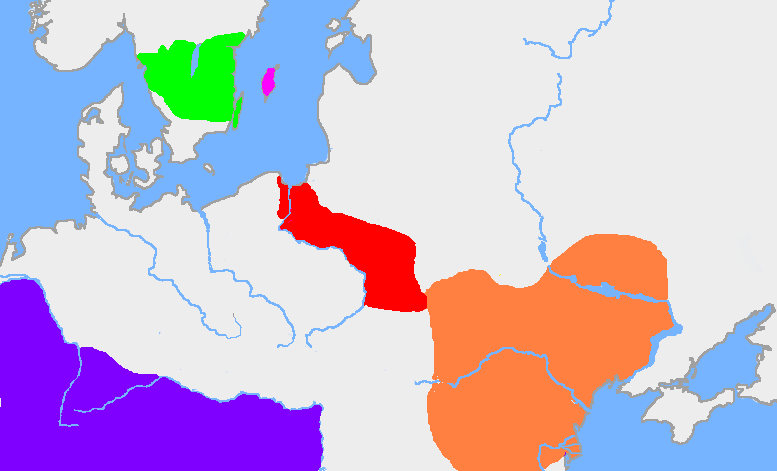
Na pomarańczowo zaznaczona archeologiczna kultura czerniachowska w IV wieku utożsamiana z państwem Hermanaryka.

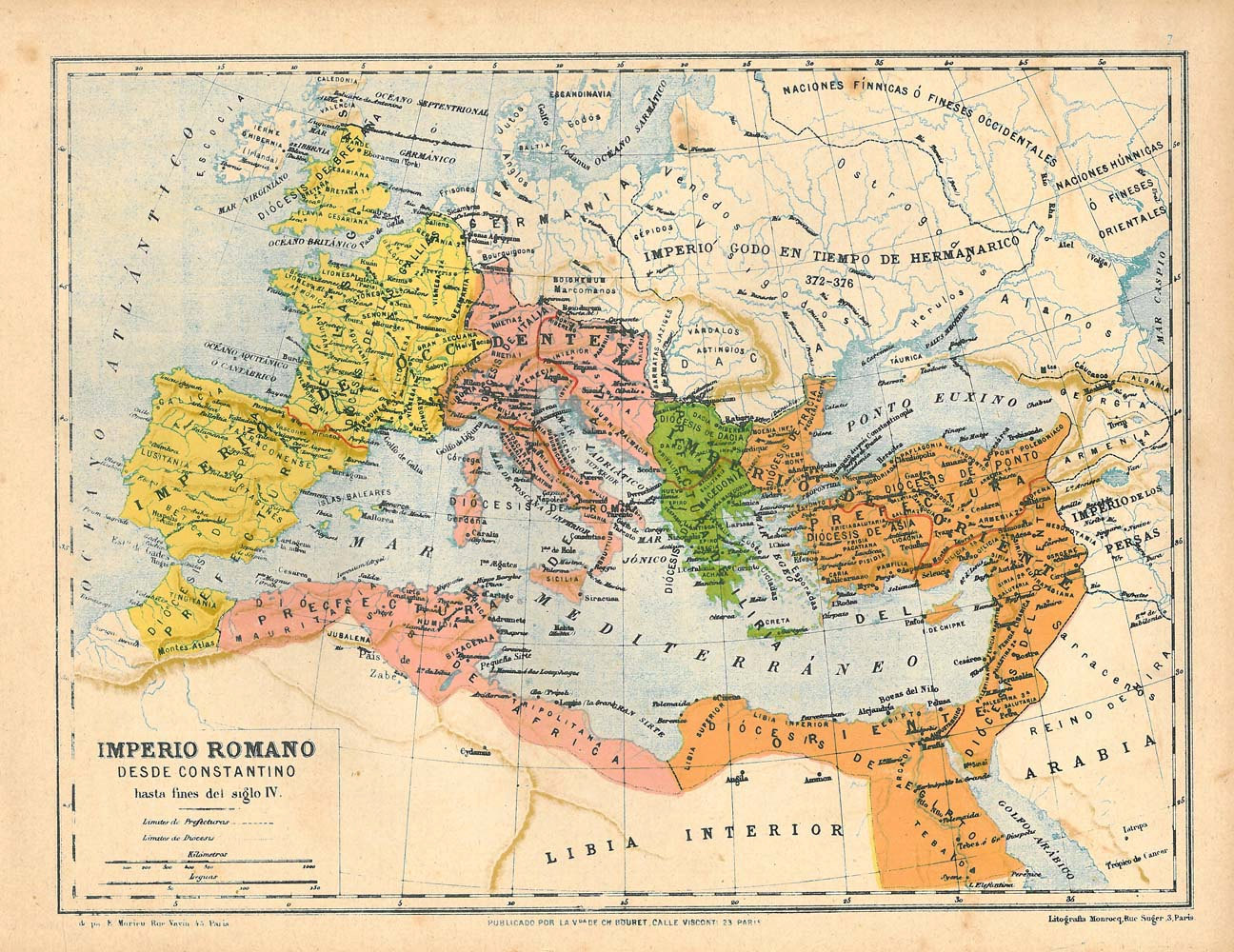
Państwo Hermanaryka w największym zasięgu. Mapa Imperium Rzymskiego z 1899 roku.

Hermanaryk zyskał sławę dzielnego wojownika, który podporządkował Ostrogotom wiele okolicznych ludów. W rezultacie jego podbojów państwo Ostrogotów objęło swoim zasięgiem znaczną część dzisiejszej Ukrainy sięgając na północy Dniepru i Prypeci, na wschodzie dochodząc do Donu, na zachodzie do Dniestru, a na południu opierając się o Morze Czarne. Jordanes wspomina też, że Hermanaryk „podbił dzięki swej roztropności i męstwu naród Estów [pojęcie obejmujące wówczas ludy bałtyjskie i bałtycko-fińskie], którzy zamieszkują najdalsze wybrzeża Oceanu Germańskiego [czyli Bałtyku]", czyli zyskał panowanie przynajmniej nad częścią dzisiejszych ziem polskich.
Hermanaryk słynął nie tylko z męstwa, ale też z okrucieństwa i bezwzględności. Kiedy, na przykład, jeden z jego podległych wodzów wypowiedział mu swoje posłuszeństwo, król nakazał pojmać jego żonę i rozerwać ją końmi. Jednak ani jego odwaga, ani bezwzględność nie okazały się wystarczające dla powstrzymania wielkiego najazdu Hunów, którzy pod wodzą Balambera napadli na terytorium Ostrogotów. Ostrogoci próbowali jakiś czas stawiać najeźdźcom opór, ale ostatecznie zostali pokonani.
Hermanaryk zmarł około roku 375. Według Ammiana Marcellinusa popełnił samobójstwo widząc, że nie jest w stanie ochronić swego ludu przed Hunami. Z kolei według Jordanesa zmarł w wieku 110 lat na skutek rany, jaką zadali mu pochodzący z tajemniczego plemienia Rosomonów (dosł. „Czerwoni”) Sarus i Ammius za to, że kazał rozerwać końmi ich siostrę Sunildę. Po jego śmierci walkę z Hunami próbował kontynuować Winitar, ale poniósł klęskę.
Hermanaryk stał się pierwowzorem Jörmunreka z Eddy poetyckiej i Sagi o Völsungach. Występuje też pod swym własnym imieniem w poematach Beowulf i Widsith.